# Leopoldo Serantes
Leopoldo Serantes, född 15 mars 1962 i regionen Bikol, död 1 september 2021, var en filippinsk boxare som tog OS-brons i lätt flugviktsboxning 1988 i Seoul. Semifinalen förlorade han mot den bulgariske boxaren Ivailo Khristov med 0-5 och fick därmed bronsmedaljen.